# Louise Françoise le Blanc de la Vallière
Louise Françoise le Blanc de la Vallière (ルイズ・フランソワーズ・ル・ブラン・ド・ラ・ヴァリエール Ruizu Furansowāzu ru Buran do ra Variēru?), más tarde Louise Hiraga, es la protagonista femenina de la serie de anime y manga Zero no Tsukaima, y cursa el segundo año en la Academia de Magia en Tristania. No consigue hacer ningún hechizo y no tiene ningún don, por lo que los compañeros de clase la apodaron con "Louise la Zero" (también traducido como "Louise la inútil"). Es la tercera hija de la familia Vallière que procede del noreste del territorio Tristania. Es amiga de Henrietta, Reina de Tristania, son amigas desde la infancia y a quien ayuda en varias ocasiones. Louise tiene 16 años de edad. Queda bastante claro que se trata de una tsundere.
Durante una sesión, en la que los alumnos deben de convocar a un familiar, ella invoca a Saito Hiraga, un plebeyo. Pero lo que sus compañeros desconocen es que ella guardaba el quinto elemento mágico y el más poderoso, el vacío. Además tiene dos hermanas mayores, Cattleya y Éleonore. Aunque siempre está maltratando a Saito físicamente y moralmente y lo trate como un esclavo, está perdidamente enamorada de él. Cuando se pone celosa porque Saito está con otra mujer lo castiga causando una explosión.
Durante la invasión de Albión de Tristain, Louise descubre que ella es una muy rara Maga del Vacío, lo que explica su fracaso constante para llevar a cabo otras formas de magia. Se demuestra que cuando libera su poder, puede acabar con millones de ejércitos, pero toma tiempo antes de lanzarlo. Louise deja su condición de aristócrata con el fin de salvar a su compañera de clase, Tabitha, cuando es hecha prisionera por su tío. Después de su regreso, su mejor amiga Henrietta, la Reina de Tristania, adopta a Louise como una hermana, por lo que convierte a Louise en la segunda en la línea de sucesión al trono de Tristania.

## Apariencia

### Apariencia Normal
Louise es una mujer pequeña con pelo largo, rizado, de color rosa al igual que los ojos de gran tamaño y de pecho casi completamente plano, al contrario que muchas chicas de la serie. Ella lleva una blusa de manga larga por debajo de un manto negro y largo alcance a sus pies. Ella también lleva falda negra, corta y llevaba un par de medias negras y largas y se pone un par de zapatos negros, y siempre lleva su varita con ella.

### Atuendo de Plebeyo
Durante su misión ordenada por Henrietta, Louise y Saito van a una aldea, en donde Louise se viste como un plebeyo. Su ropa se compone de una gorra marrón, una de plata, un plumero de color marrón y un par de sandalias.

## Historia
Louise es una estudiante de segundo año en la Academia de Magia de Tristania y una maga terrible (exceptuando cuando usa hechizos de vacío) que es a menudo ridiculizada por sus compañeros de clase. Ella es apodada como "Louise la Cero", porque de cada hechizo que arroja hay de alguna forma un error. La razón de esto es que ella, al ser una maga del vacío, no puede usar otras magias y eso provoca sus múltiples fracasos.

### Ceremonia de Invocación de Familiares
Durante la ceremonia, cuando todos los estudiantes de segundo año de llaman a sus familiares, en lugar de un familiar normal al igual que otros estudiantes de segundo año, Louise convoca a un ser humano de otro mundo, llamado Saito Hiraga. Louise y Saito no se llevaban bien al principio, pero a medida que la serie avanza, la pareja finalmente llegó a entenderse entre sí y se acaban enamorando.

### Invasión de Albion a Tristain
Durante la invasión de Albion a Tristain, Louise descubre que es un mago vacío extremadamente raro. Debido a esto, se explica en sus constantes fallos al realizar cualquier otro hechizo de otras magias. Se ha demostrado que, cuando se libera, sus poderes pueden destruir ejércitos en pocos segundos, pero toma mucho tiempo es por eso que su familiar es una gandalf ya que protege a su amo todo el tiempo que demora en iniciar y lanzar el hechizo.

### Reclamación de Tabitha
Durante el secuestro de  Tabitha, Louise deja su condición de noble con el fin de salvarla. Después de su regreso, la reina de Tristain adopta a Louise como su hermana, por lo que convierte a Louise en la segunda a la línea del trono.

## Relaciones

### Saito
Al invocar a Saito, Louise al principio lo odia mucho porque quería un espíritu familiar, como un grifo o algo así. Louise maltrata a Saito golpeándolo con su magia y con una fusta para caballos. Sin embargo, Louise ama locamente a Saito y se pone celosa cuando está con otras chicas (ya que Saito las prefiere con grandes pechos, y Louise es completamente plana). A pesar de ello, sus sentimientos son recíprocos. En la 4.ª temporada ya se comporta como su novia, aunque sigue sin decirle abiertamente que lo quiere. Al final, se convierte en su esposa.Viaja junto con Saito a su mundo para conocer a sus padres.

### Henrietta
Las dos son grandes amigas de la infancia (aunque de pequeñas la mayor parte del tiempo se peleaban, como se menciona en el capítulo 6 de la 4.ª temporada), y su relación es como de hermanas. Cuando Henrietta ordena una misión a Louise, Louise acepta con entusiasmo, sin lugar a dudas. Louise quiere ser como Henrietta y Henrietta como Louise. Su relación empieza a ser un poco más distante, ya que ambas están enamoradas de Saito. A pesar de ello, siguen siendo las mejores amigas, y Henrietta se ve feliz cuando Louise se casa con Saito.

### Kirche
Al decir Kirche "no puedo perder contra una Vallière como Louise", Louise aborrece a Kirche, y viceversa. Cuando Louise le compró a Saito una espada para "proteger" a sí mismo de Kirche en el episodio 3 de la Temporada 1, Kirche no lo puede aceptar, por lo que también le compró una espada a Saito. Cuando Louise ve Saito con otras mujeres, especialmente Kirche, Louise rápidamente se pone celosa y le castiga por ello. En situaciones críticas, su relación se suaviza hasta ser de, aproximadamente, compañeras de equipo. En la 4.ª temporada, empiezan a tener una relación más o menos amistosa entre ellas.

## Curiosidades
- Sus hechizos nunca salen bien como a Orko de He-Man and the Masters of the Universe, Sylpheel de Slayers, Zummi de Los osos Gummi y Presto de Dungeons & Dragons (serie de televisión)

- Datos: Q5981518